# Huacatlaco
Huacatlaco är en ort i Mexiko.   Den ligger i kommunen Ayala och delstaten Morelos, i den sydöstra delen av landet, 90 km söder om huvudstaden Mexico City. Huacatlaco ligger 1 171 meter över havet och antalet invånare är 249.
Terrängen runt Huacatlaco är kuperad norrut, men söderut är den platt. Runt Huacatlaco är det ganska tätbefolkat, med 104 invånare per kvadratkilometer. Närmaste större samhälle är Cuautla Morelos, 14,9 km norr om Huacatlaco. Omgivningarna runt Huacatlaco är en mosaik av jordbruksmark och naturlig växtlighet.